# 馮偉高
馮偉高（葡萄牙語：Vasco da Gama Fernandes，澳葡官定譯名為馮偉高；1908年11月4日—1991年8月9日），葡萄牙律師及政治人物。
馮偉高從里斯本大學法學院獲法學士學位。
康乃馨革命後，他當選制憲會議代表及副主席，並在當選為共和國議會議員後，在1976年7月29日至1978年10月29日期間擔任首任共和國議會議長，並成為國務委員會當然成員。

## 延伸閱讀
- Vasco da Gama Fernandes. Homenagem ao Primeiro Presidente da Assembleia da República no centésimo aniversário do seu nascimento